# Bruno Kurowski
Bruno Kurowski (ur. 12 stycznia 1879 w Malborku, zm. 2 kwietnia 1944 w Gdańsku) – niemiecki prawnik i polityk partii Centrum, austriacki urzędnik konsularny.
Urodził się w rodzinie krawca. Studiował prawo na Uniwersytecie Albertyna w Królewcu. W 1911 zdał egzamin państwowy, a następnie asesorski w Sądzie Okręgowym w Gdańsku. W 1919 wybrany do niemieckiego Zgromadzenia Narodowego. Po powstaniu Wolnego Miasta Gdańska zrezygnował z zasiadania w niemieckim parlamencie. Wchodził w skład gdańskiego Zgromadzenia Konstytucyjnego i zasiadał w Volkstagu w latach 1920–1937. W latach 1926–1933 sprawował także mandat senatora.
W 1930 objął urząd konsula generalnego Austrii w Gdańsku. W 1937 oskarżony przez nazistów o zdradę stanu, zmuszony do opuszczenia Gdańska. Kurowski wyjechał do Austrii, a po anschlussie do Włoch. Później przedostał się do St. Tönis w Niemczech, miejsca urodzenia jego żony. Tam został aresztowany i następnie zwolniony. Tuż przed śmiercią ukrywał się u Sióstr Elżbietanek w Gdańsku-Oliwie, co następnie zalegalizowano, i zmarł w szpitalu w Gdańsku w 1944.